# Two Beat
Two Beat（日语：ツービート，中文翻译：二拍子），是一个日本的搞笑艺人组合。北野武是其中成员之一。成立于1972年，目前依旧是存续状态。

## 成员
- 拍子清（ビートきよし、Beat Kiyoshi）：兼子二郎
- 拍子武（ビートたけし、Beat Takeshi）：北野武

## 经历
Two Beat主要在浅草的剧场进行活动，以表演漫才为主。在上个世纪的日本漫才热潮之下，1970年代Two Beat开始登上电视节目。1980年代以后，拍子武和拍子清开始分别出演各自的节目。成员之一的拍子武成为一代巨星，但Two Beat作为组合的出演逐渐结束。